# Montaigut-en-Combraille
Pour les articles homonymes, voir Montaigut.
Montaigut-en-Combraille (Montaigut jusqu'au 31 décembre 2022) est une commune française située dans le département du Puy-de-Dôme, en région Auvergne-Rhône-Alpes.
Montaigut était depuis le Moyen Âge la capitale d'une châtellenie de Combraille pour le duché de Bourbon puis de la province du Bourbonnais sous l'Ancien Régime.

## Géographie

### Localisation
La commune est située dans les Combrailles, au nord-ouest du département du Puy-de-Dôme.
Montaigut est limitrophe avec six communes, dont une dans le département de l'Allier :
|                             | La Celle (Allier) | Buxières-sous-Montaigut |
| Ars-les-Favets La Crouzille | Montaigut         |                         |
|                             | Youx              | Saint-Éloy-les-Mines    |

### Hydrographie
Le Bouron, principal affluent de la Tartasse, y prend sa source sous le nom de ruisseau de la Prade.

### Climat
Pour des articles plus généraux, voir Climat d'Auvergne-Rhône-Alpes et Climat du Puy-de-Dôme.
En 2010, le climat de la commune est de type climat océanique dégradé des plaines du Centre et du Nord, selon une étude du Centre national de la recherche scientifique s'appuyant sur une série de données couvrant la période 1971-2000. En 2020, Météo-France publie une typologie des climats de la France métropolitaine dans laquelle la commune est exposée à un climat de montagne ou de marges de montagne et est dans la région climatique Ouest et nord-ouest du Massif Central, caractérisée par une pluviométrie annuelle de 900 à 1 500 mm, maximale en automne et en hiver.
Pour la période 1971-2000, la température annuelle moyenne est de 9,6 °C, avec une amplitude thermique annuelle de 15,1 °C. Le cumul annuel moyen de précipitations est de 841 mm, avec 10,8 jours de précipitations en janvier et 7,9 jours en juillet. Pour la période 1991-2020, la température moyenne annuelle observée sur la station météorologique de Météo-France la plus proche, « Echassières_sapc », sur la commune d'Échassières à 10 km à vol d'oiseau, est de 10,3 °C et le cumul annuel moyen de précipitations est de 847,3 mm,. Pour l'avenir, les paramètres climatiques de la commune estimés pour 2050 selon différents scénarios d'émission de gaz à effet de serre sont consultables sur un site dédié publié par Météo-France en novembre 2022.

## Urbanisme

### Typologie
Au 1er janvier 2024, Montaigut-en-Combraille est catégorisée bourg rural, selon la nouvelle grille communale de densité à sept niveaux définie par l'Insee en 2022.
Elle appartient à l'unité urbaine de Saint-Éloy-les-Mines, une agglomération intra-départementale regroupant trois  communes, dont elle est une commune de la banlieue,,. Par ailleurs la commune fait partie de l'aire d'attraction de Saint-Éloy-les-Mines, dont elle est une commune du pôle principal,. Cette aire, qui regroupe 15 communes, est catégorisée dans les aires de moins de 50 000 habitants,.

### Occupation des sols

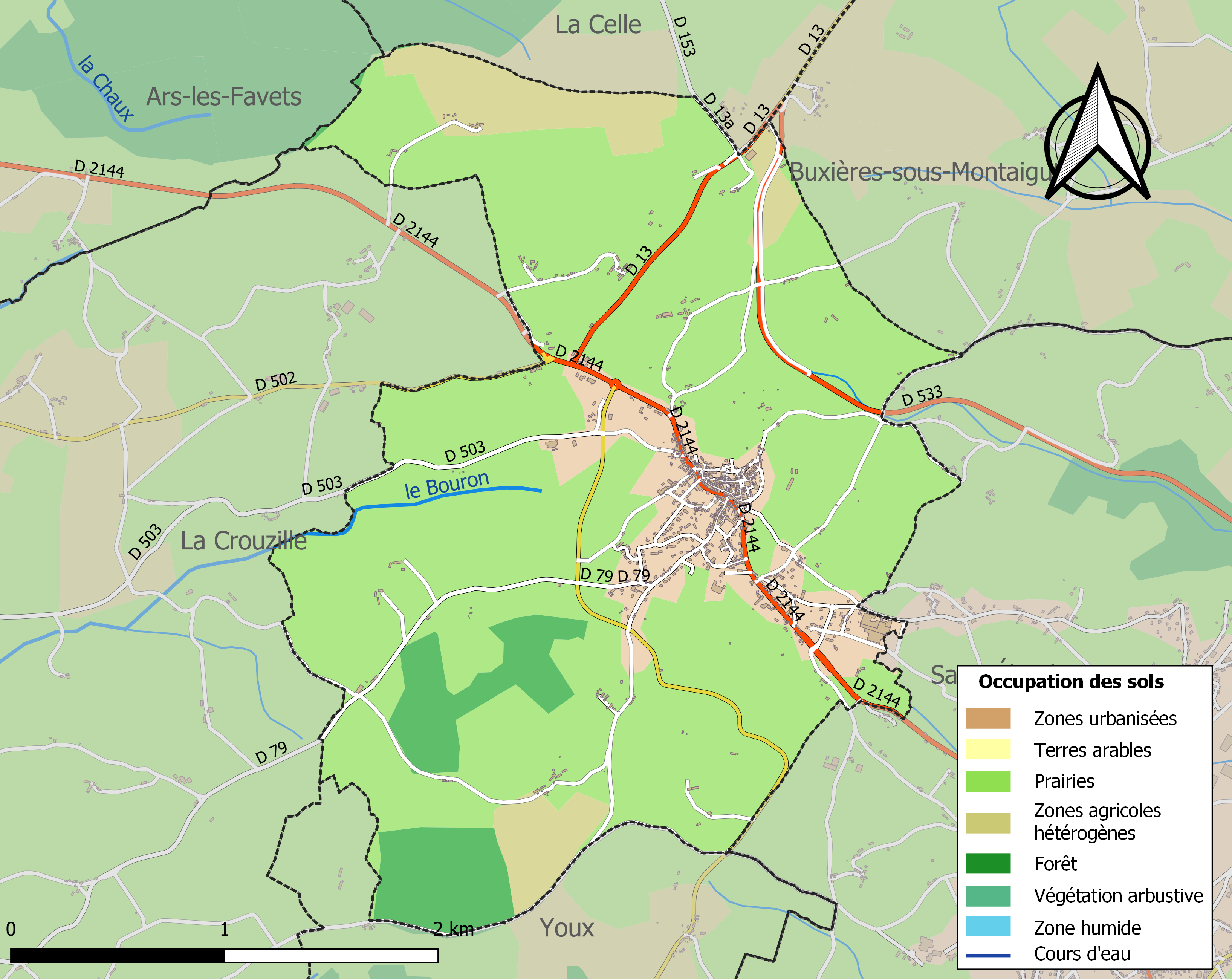
Carte des infrastructures et de l'occupation des sols de la commune en 2018 (CLC).

L'occupation des sols de la commune, telle qu'elle ressort de la base de données européenne d’occupation biophysique des sols Corine Land Cover (CLC), est marquée par l'importance des territoires agricoles (82,9 % en 2018), en diminution par rapport à 1990 (84,9 %). La répartition détaillée en 2018 est la suivante : prairies (75,6 %), zones urbanisées (10,1 %), zones agricoles hétérogènes (7,3 %), forêts (7 %).
L'IGN met par ailleurs à disposition un outil en ligne permettant de comparer l’évolution dans le temps de l’occupation des sols de la commune (ou de territoires à des échelles différentes). Plusieurs époques sont accessibles sous forme de cartes ou photos aériennes : la carte de Cassini (XVIIIe siècle), la carte d'état-major (1820-1866) et la période actuelle (1950 à aujourd'hui).

### Voies de communication et transports

#### Voies routières

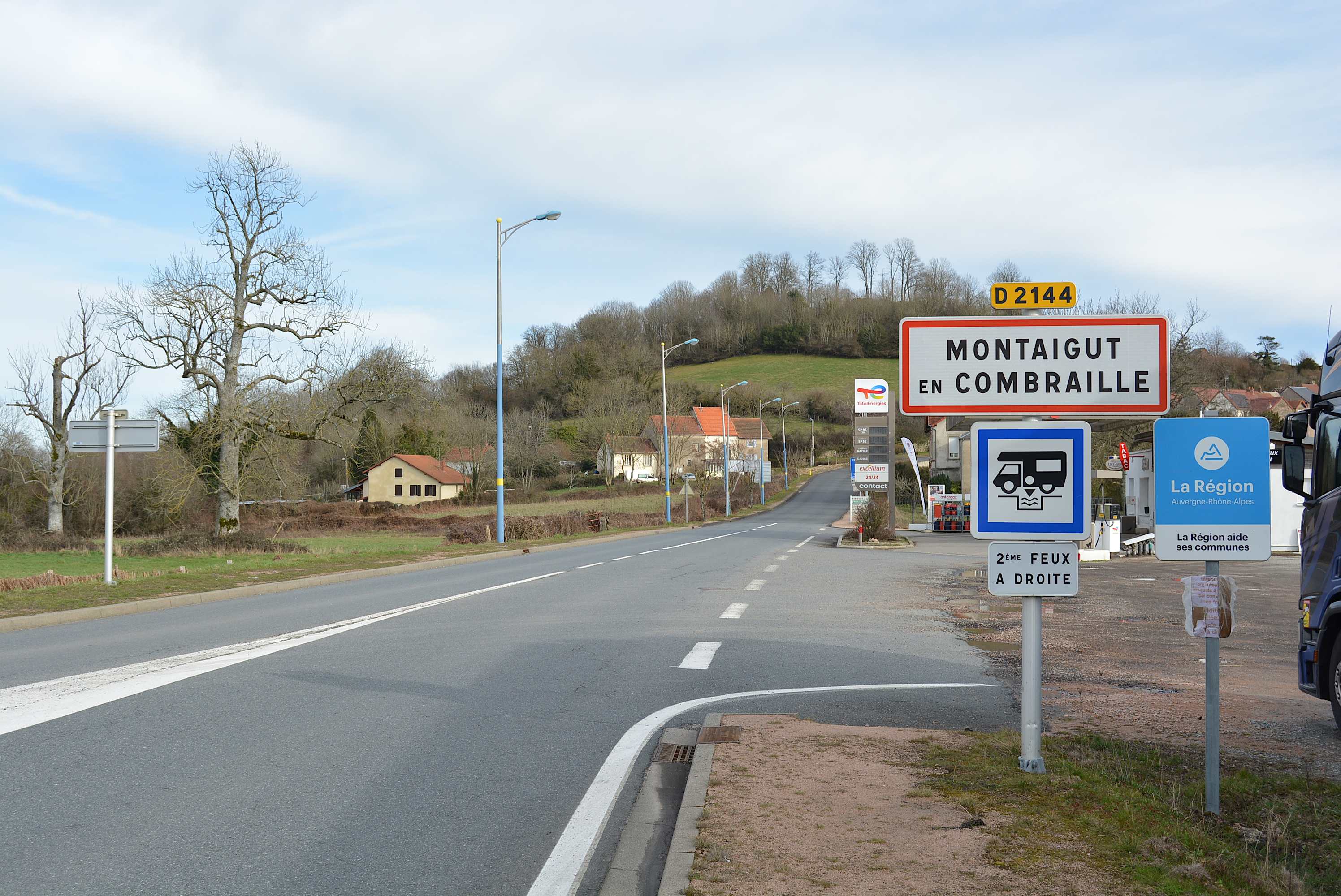
Entrée depuis la route départementale 2144 depuis Montluçon.

La commune est traversée par la route départementale 2144, ancienne route nationale 144 reliant Clermont-Ferrand et Saint-Éloy-les-Mines au sud-est à Montluçon au nord-ouest. Depuis cette route, elle permet de rejoindre l'autoroute A71 par la D 13, en direction de Lapeyrouse et de Montmarault au nord, ou la D 502 en direction de La Crouzille et Marcillat-en-Combraille à l'ouest.
Une partie du contournement nord de Saint-Éloy-les-Mines (la D 533) passe également par le territoire communal de Montaigut ; elle dessert notamment l'usine Rockwool, située sur le territoire voisin de Saint-Éloy.
Vers le sud, la D 988 part de la D 2144 en direction de Youx et Pionsat. Un contournement ouest, traversé par la D 988, est en service depuis 2015 ; néanmoins celui-ci n'est pas terminé puisqu'il reste à réaliser le raccordement à la D 533 ; la traversée de ce qui fut l'ancienne route nationale 688 (actuelle rue de la Chapelle et avenue de la Combraille) est devenue la D 988b.
La desserte locale est assurée par les routes départementales 79 et 503 (vers Virlet), 520 et 520a.

#### Transports en commun
Montaigut-en-Combraille est desservie par deux lignes du réseau Cars Région, gérées par la région Auvergne-Rhône-Alpes :
- la ligne B19 (réseau Cars Région Allier), reliant Montaigut-en-Combraille à Commentry et Montluçon ;
- la ligne P61 (réseau Cars Région Puy-de-Dôme), reliant Montaigut-en-Combraille à Saint-Éloy-les-Mines, Menat, Combronde, Riom et Clermont-Ferrand.

## Toponymie
- Montegut en Combrailles (1678)[19]

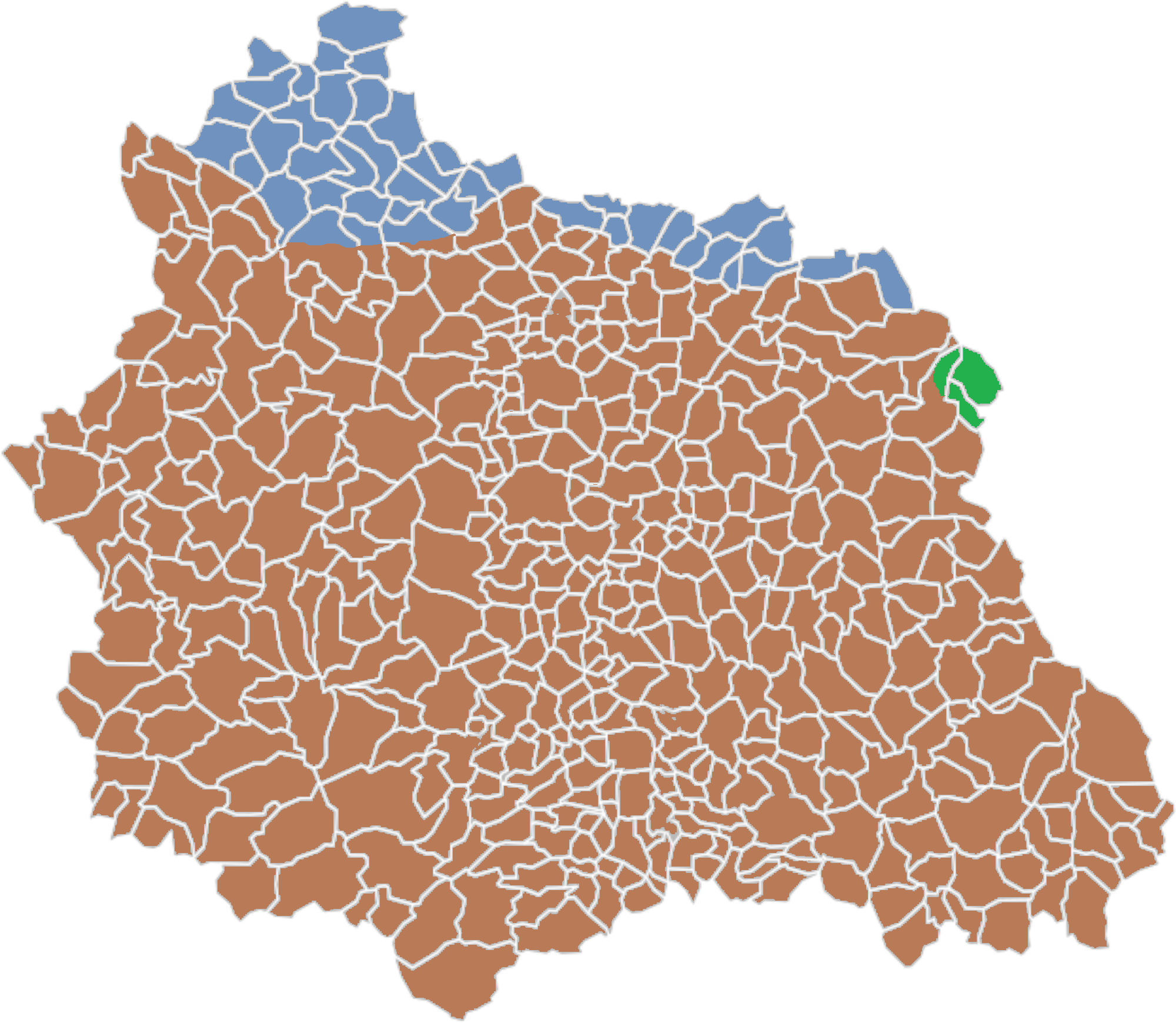
Carte linguistique du Puy-de-Dôme (Atlas sonore des langues régionales, CNRS). En bleu clair : les parlers bourbonnais du Croissant ; en marron : le nord-occitan ; en vert : l'arpitan.

Montaigut porte le même nom en bourbonnais méridional. En effet, la commune fait partie de l'aire linguistique du Croissant où occitan et langue d'oïl se mélangent,.

## Histoire
Elle fut chef-lieu de district de 1790 à 1795.

## Politique et administration

### Découpage territorial
La commune de Montaigut-en-Combraille est membre de la communauté de communes du Pays de Saint-Éloy, un établissement public de coopération intercommunale (EPCI) à fiscalité propre créé le 1er janvier 2017 dont le siège est à Saint-Éloy-les-Mines. Ce dernier est par ailleurs membre d'autres groupements intercommunaux. De 2013 à 2016, elle était membre de la communauté de communes du Pays de Saint-Éloy-les-Mines.
Sur le plan administratif, elle est rattachée à l'arrondissement de Riom, à la circonscription administrative de l'État du Puy-de-Dôme et à la région Auvergne-Rhône-Alpes. Elle était chef-lieu de canton jusqu'en mars 2015.
Sur le plan électoral, elle dépend du canton de Saint-Éloy-les-Mines pour l'élection des conseillers départementaux, depuis le redécoupage cantonal de 2014 entré en vigueur en 2015, et de la deuxième circonscription du Puy-de-Dôme pour les élections législatives, depuis le dernier découpage électoral de 2010 (sixième circonscription avant 2010).

### Élections municipales et communautaires

#### Élections de 2020
Le conseil municipal de Montaigut-en-Combraille, commune de moins de 1 000 habitants, est élu au scrutin majoritaire plurinominal à deux tours avec candidatures isolées ou groupées et possibilité de panachage. Compte tenu de la population communale, le nombre de sièges à pourvoir lors des élections municipales de 2020 est de 15. Sur les trente candidats en lice, quinze ont été élus dès le premier tour, le 15 mars 2020, avec un taux de participation de 60,34 %.

#### Chronologie des maires
| Période                                  | Période                    | Identité            | Étiquette          | Qualité                                                        |
| ---------------------------------------- | -------------------------- | ------------------- | ------------------ | -------------------------------------------------------------- |
| Les données manquantes sont à compléter. |                            |                     |                    |                                                                |
| 1876                                     | 1878                       | Adolphe Laville     | Union républicaine | Propriétaire Conseiller général (1856-1910) Député (1881-1906) |
|                                          | 1938                       | Ludovic Michel      | SFIO               | Médecin Conseiller général (1910-1938)                         |
|                                          |                            | André Michel        | Rad.               | Médecin Conseiller général (1945-), fils du précédent          |
|                                          |                            | Jean-Paul Toucas    | PS                 | Médecin Conseiller général (1979-1989)                         |
| mars 2014                                | mai 2020                   | Claire Lempereur    | PS                 |                                                                |
| mai 2020                                 | En cours (au 22 juin 2021) | Jean-Marc Sauterau, |                    | Agent de maîtrise                                              |

## Population et société

### Démographie
L'évolution du nombre d'habitants est connue à travers les recensements de la population effectués dans la commune depuis 1793. Pour les communes de moins de 10 000 habitants, une enquête de recensement portant sur toute la population est réalisée tous les cinq ans, les populations de référence des années intermédiaires étant quant à elles estimées par interpolation ou extrapolation. Pour la commune, le premier recensement exhaustif entrant dans le cadre du nouveau dispositif a été réalisé en 2006.

En 2022, la commune comptait 977 habitants, en évolution de −1,01 % par rapport à 2016 (Puy-de-Dôme : +2,1 %, France hors Mayotte : +2,11 %).
| 1793  | 1800  | 1806  | 1821  | 1831  | 1836  | 1841  | 1846  | 1851  |
| ----- | ----- | ----- | ----- | ----- | ----- | ----- | ----- | ----- |
| 1 657 | 1 460 | 1 434 | 1 442 | 1 421 | 1 620 | 1 652 | 1 675 | 1 641 |

| 1856  | 1861  | 1866  | 1872  | 1876  | 1881  | 1886  | 1891  | 1896  |
| ----- | ----- | ----- | ----- | ----- | ----- | ----- | ----- | ----- |
| 1 624 | 1 700 | 1 710 | 1 749 | 1 793 | 1 855 | 1 830 | 1 915 | 1 881 |

| 1901  | 1906  | 1911  | 1921  | 1926  | 1931  | 1936  | 1946  | 1954  |
| ----- | ----- | ----- | ----- | ----- | ----- | ----- | ----- | ----- |
| 1 886 | 1 838 | 1 786 | 1 658 | 1 639 | 1 563 | 1 498 | 1 562 | 1 708 |

| 1962  | 1968  | 1975  | 1982  | 1990  | 1999  | 2006  | 2011  | 2016 |
| ----- | ----- | ----- | ----- | ----- | ----- | ----- | ----- | ---- |
| 1 744 | 1 665 | 1 547 | 1 476 | 1 235 | 1 129 | 1 075 | 1 027 | 987  |

| 2021 | 2022 | - | - | - | - | - | - | - |
| ---- | ---- | - | - | - | - | - | - | - |
| 981  | 977  | - | - | - | - | - | - | - |

### Enseignement
Montaigut-en-Combraille dépend de l'académie de Clermont-Ferrand.
Les élèves de la commune commencent leur scolarité à l'école élémentaire publique Louise-Michel. Ils poursuivent au collège Alexandre-Varenne de Saint-Éloy-les-Mines puis au lycée Virlogeux de Riom pour les filières générales et STMG, ou au lycée Pierre-Joël-Bonté, à Riom, pour la filière STI2D.
Les lycéens bénéficient d'une double sectorisation dans la commune : ils peuvent aussi fréquenter les lycées du bassin de Montluçon.

## Culture et patrimoine

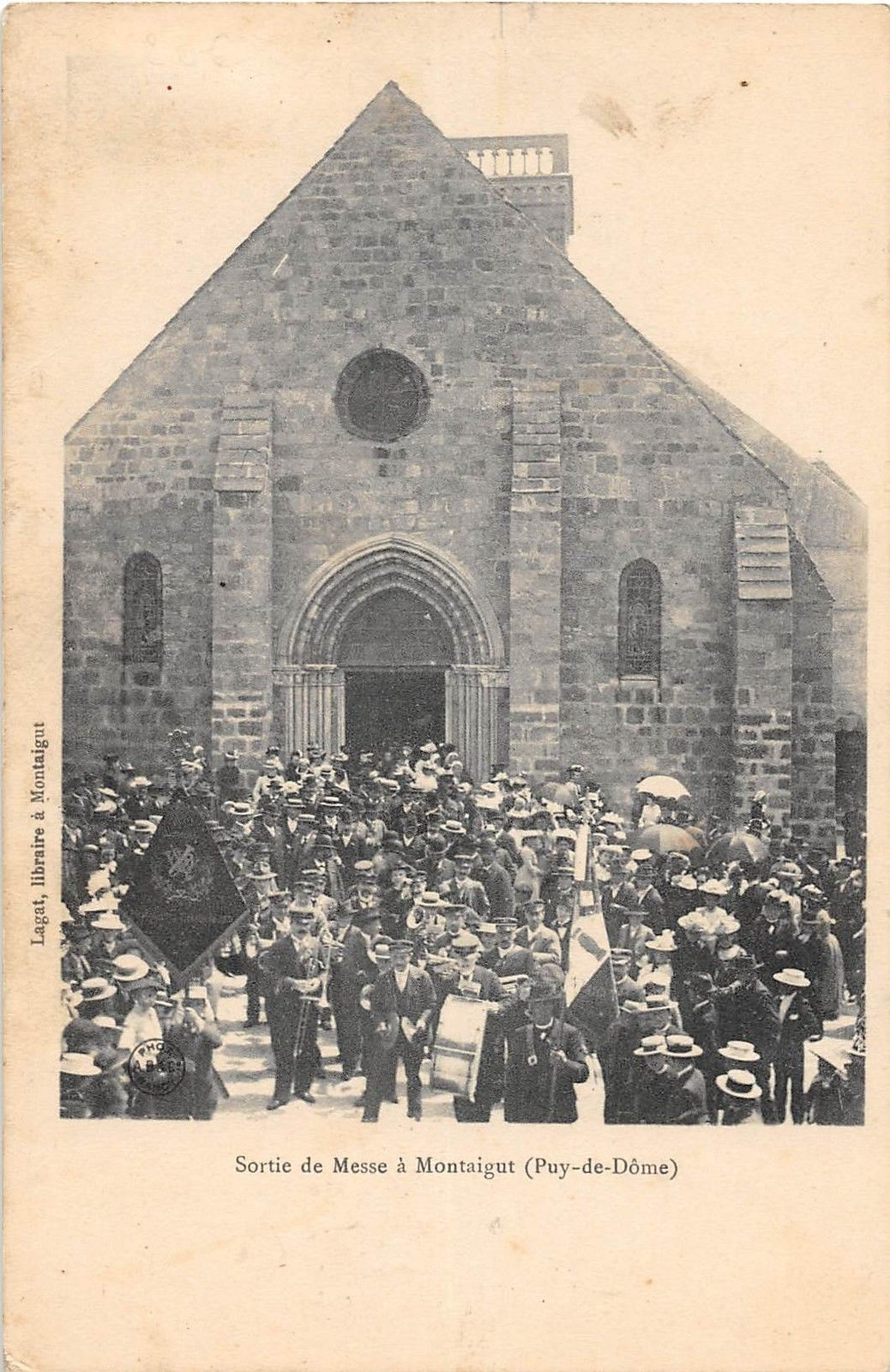
Sortie de messe en 1910 à l'église Notre-Dame-de-la-Bonne-Nouvelle.

### Lieux et monuments
- Ruines du château.
- Cité médiévale.
- Donjon en ruine sur le site du château. Château détruit en 1633 sur l'ordre du cardinal de Richelieu.
- Église Saint-Illide, ou Notre-Dame-de-la-Bonne-Nouvelle, du XIIIe siècle. Monument historique classé
- Statue de Notre-Dame de Bonne Nouvelle en bois polychrome du XVIe siècle dans l'église.
- La lanterne des morts dans l'église.
- Maison de l'Apothicaire du XIIIe siècle. Monument historique classé.
- Beffroi avec sa cloche de 1567 baptisée Charlotte.

### Personnalités liées à la commune
- Pierre Guérin de Montaigu ou Garin de Montaigu, grand maréchal et supérieur de l'ordre de Saint-Jean de Jérusalem, mort à Sidon en 1227-1228.
- Constantin Tailhardat de La Maisonneuve (1752-1831), homme politique, député du tiers-état de la sénéchaussée de Riom aux états généraux.
- Claude Antoine Thévenin (1786-1869), homme politique, député du Puy-de-Dôme de 1831 à 1837.

### Héraldique
| Blason de Montaigut-en-Combraille | Blason  | D'azur à la lettre majuscule M d'or couronnée du même, accompagnée de trois fleurs de lys aussi d'or. |
| Blason de Montaigut-en-Combraille | Détails | Le statut officiel du blason reste à déterminer.                                                      |